# Кицбихлер, Рихард
Рихард Кицбихлер (нем. Richard Kitzbichler; род. 12 января 1974, Вёргль, Тироль, Австрия) — австрийский футболист, игравший в клубах Австрии, Австралии и Германии, после завершения карьеры футболиста тренер. 

## Биография

### Футбольная карьера
Рихард Кицбихлер родился 12 января 1974 года в Вёргле и начал заниматься футболом в возрасте шести лет в тирольском любительском клубе «СВ Нидерндорф». В возрасте 14 лет он перешел в Федеральный центр преддипломного образования в Инсбруке и прошел там весь курс обучения для несовершеннолетних.
Подписал свой первый профессиональный контракт в 1992 году с «Ваккер Инсбрук», выступавший под руководством Бранко Эльснера и дебютировал в австрийской Бундеслиге весной 1993 года в матче против «Винер Шпорт-Клуб». В сезоне 1994/95 был отдан в аренду клубу региональной лиги Хольц Пфайфер Кундль, но вернулся в профессиональный футбол через региональную лигу и даже дебютировал в составе национальной сборной Австрии весной 1996 года в выездном матче против Венгрии в Будапеште. После двух сезонов в «Тироль Инсбрук» летом 1997 года он перешел в команду «Аустрия (Зальцбург)». В 2002 году Рихард впервые перешёл в заграничный клуб, но не смог закрепиться в составе «Гамбурга». В том же году Кицбихлер сыграл последний из своих 17 матчей за сборную в матче против Швейцарии. После всего лишь одного года в немецкой Бундеслиге вернулся в Австрию, подписав контракт с «Аустрия Вена». После хороших матчей за «Аустрию » он принял предложение австралийского футбольного клуба «Мельбурн Виктори» и в течение полугода очень успешно играл в А-лиге в сезоне 2005 году. В «Мельбурн Виктори» Кицбихлер играл под номером 17 и преимущественно на позиции правого атакующего полузащитника, в Австралии бывший игрок сборной Австрии был одним из звездных игроков всей А-лиги.
Во время зимнего перерыва в 2006 году Кицбихлер вернулся в Австрию где подписал контракт с «Ред Булл (Зальцбург) II», где в качестве ведущего игрока, во главе с тренером Ади Хюттером вывел любительскую команду из Западной региональной лиги в Первый дивизион в сезоне 2006/07. 20 мая 2009 года Кицбихлер объявил о завершении своей игровой карьеры футболиста.

### Тренерская карьера
Кицбихлер после завершения карьеры работал на различных должностях в клубе «Ред Булл (Зальцбург)», том числе помощником главного тренера.
В 2017 году Рогер Шмидт пригласил его на должность своего помощника в клуб «Бэйцзин Гоань». 
В августе 2019 года он был назначен помощником главного тренера клуба Премьер-лиги «Саутгемптона», работая вместе с Ральфом Хазенхюттлем. 7 ноября 2022 года Кицбихлер покинул клуб вместе с Хазенхюттлем.
С 4 сентября 2023 года скаут в спортивном департаменте мюнхенской «Бавария Мюнхен».

## Статистика игр за сборную
| Национальная сборная | Год   | Игры | Голы |
| -------------------- | ----- | ---- | ---- |
| Австрия              | 1996  | 1    | 0    |
| Австрия              | 1997  | 0    | 0    |
| Австрия              | 1998  | 0    | 0    |
| Австрия              | 1999  | 1    | 0    |
| Австрия              | 2000  | 3    | 0    |
| Австрия              | 2001  | 8    | 0    |
| Австрия              | 2002  | 4    | 0    |
| Итого                | Итого | 17   | 0    |

## Достижения

### Клубные
- Победитель Кубка Австрии: 2004/05
- Победитель Суперкубка Австрии: 1997, 2003